# Mika Väyrynen
Mika Väyrynen, né le 28 décembre 1981 à Eskilstuna en Suède, est un footballeur professionnel finlandais évoluant au poste de milieu de terrain devenu entraîneur.

## Biographie
Un milieu bi-directionnel, Väyrynen a joué à FC Lahti puis à FC Jokerit dans la Veikkausliiga en Finlande puis a rejoint SC Heerenveen aux Pays-Bas en 2001. Pendant ces quatre saisons à Heerenveen, il est devenu l'un des joueurs principaux de cette équipe, marquant un total de 17 buts en 101 matchs.
L'été 2005, Väyrynen a rejoint le PSV Eindhoven. Il a été cependant écarté pendant une grande partie de la saison à cause d'une blessure à la cheville. Väyrynen est revenu le 17 décembre 2005 lors d'un match contre Willem II Tilburg, marquant son premier but avec le PSV. Il était remplaçant pendant la majorité du temps.
En 2007, Väyrynen allait rejoindre Derby County en Premier League mais à cause d'une blessure il ne put se déplacer à Derby County et le gestionnaire Billy Davies a depuis révélé qu'il suit toujours le finlandais.
À la toute fin du mercato d'été 2008, il fait son retour du côté du SC Heerenveen. Laissé libre durant l'été 2011, il s'engage avec le club anglais de Leeds United pour une saison.

## Sélection nationale
Väyrynen est également un des joueurs principaux pour l'équipe finlandaise. Il a fait ses débuts le 20 mars 2002 dans un match contre la Corée du Sud. La percée de Väyrynen dans l'équipe nationale en juin 2003, où il joue les premiers rôles contre la Serbie-et-Monténégro et l'Italie. Väyrynen était aussi l'un des cadres principaux des espoirs (moins de 21 ans) de Finlande.

## Palmarès
PSV Eindhoven
- Championnat des Pays-Bas
  - Champion (3)  : 2006, 2007 et 2008

 SC Heerenveen
- Coupe des Pays-Bas
  - Vainqueur (1) : 2009

 HJK Helsinki
- Championnat de Finlande
  - Vainqueur (3) : 2012, 2013 et 2014